# Acta constitucional de 1982 de Canadá
El Acta constitucional de 1982 (en francés: Loi constitutionnelle de 1982) forma parte de la Constitución de Canadá. Se introdujo como parte del proceso de patriación de la Constitución de Canadá, introduciendo varias enmiendas al Acta de la Norteamérica británica de 1867, incluyendo el cambio de nombre de la Ley de la Constitución de 1867. Además de patriar la Constitución, el Acta constitucional de 1982 promulgó la Carta Canadiense de los Derechos y Libertades, garantizó los derechos de los pueblos aborígenes de Canadá, dispuso la celebración de futuras conferencias constitucionales y estableció los procedimientos para modificar la Constitución en el futuro. 
Este proceso fue necesario porque, tras el Estatuto de Westminster de 1931, Canadá permitió que el Parlamento británico mantuviera el poder de enmendar la constitución canadiense, hasta que los gobiernos canadienses pudieran acordar una fórmula de enmienda para todo Canadá.  En 1981, tras un acuerdo sustancial sobre una nueva fórmula de modificación, el Parlamento de Canadá solicitó al Parlamento del Reino Unido que renunciara a su poder de modificación de la Constitución de Canadá. La promulgación del Acta canadiense de 1982 por el Parlamento británico, en marzo de 1982, confirmó la patriación de la Constitución y transfirió a Canadá la facultad de modificar su propia Constitución.
El 17 de abril de 1982, la Reina Isabel II y el Primer Ministro Pierre Trudeau, así como el ministro de Justicia, Jean Chrétien, y André Ouellet, el Registrador General, firmaron la Proclamación que puso en vigor el Acta Constitucional de 1982. La proclamación confirmó que Canadá había asumido formalmente la autoridad sobre su constitución, el paso final hacia la plena soberanía.
El Gobierno de Quebec nunca ha aprobado formalmente la promulgación del acta, aunque el Tribunal Supremo concluyó que el consentimiento formal de Quebec nunca fue necesario y 15 años después de la ratificación el gobierno de Quebec «aprobó una resolución autorizando una enmienda». No obstante, la falta de aprobación formal ha seguido siendo un problema político persistente en Quebec. Los Acuerdos del Lago Meech y Charlottetown se diseñaron para obtener la aprobación de Quebec, pero ambos esfuerzos no lo consiguieron. 